# Phil King (voetballer)
Philip Geoffrey (Phil) King (Bristol, 28 december 1967) is een Engels voormalig betaald voetballer. Hij was een linksachter en speelde onder meer voor Swindon Town, Sheffield Wednesday en Aston Villa. Met Sheffield Wednesday won hij de League Cup in 1991.

## Clubcarrière

### Lagere reeksen
King was een jeugdspeler van Exeter City, dat in het seizoen 1985/86 uitkwam in de Football League Fourth Division. Dat seizoen debuteerde King als achttienjarige in het eerste van Exeter. Tijdens het seizoen 1986/87 kwam King uit voor Torquay United, evenzeer een vierdeklasser. Torquay United was de club waar Arsenal haar verdediger Steve Bould zou wegplukken. King gebruikte Torquay ook als een springplank om hogerop te geraken. In 24 optredens voor Torquay trof King drie maal doel.

### Swindon Town
Torquay had een gebrek aan spelers, maar King verliet niettemin de club. In 1987 trok Swindon Town aan Kings mouw, waarop hij naar de toen kersverse Second Division-club verhuisde.

### Sheffield Wednesday
Na twee seizoenen in de Second Division te hebben gespeeld met Swindon, bereikte King voor het eerst in zijn carrière de hoogste klasse van het Engels clubvoetbal, de Football League First Division. King tekende namelijk een contract bij Sheffield Wednesday. Zijn eerste seizoen was voor Wednesday weinig succesvol. Een degradatie naar de Second Division werd de afsluiter van het seizoen. King bleef de club trouw en promoveerde het seizoen erna meteen weer naar de First Division.
King won dat seizoen, 1990/91, als tweedeklasser ook de League Cup met Wednesday tegen het Manchester United van Alex Ferguson. United zou dat seizoen de UEFA Beker der Bekerwinnaars winnen tegen het FC Barcelona van coach Johan Cruijff. De overwinning van Wednesday was een verrassing. John Sheridan, draaischijf van de ploeg, scoorde de enige treffer. King speelde de hele wedstrijd. De League Cup van 1991 is de enige trofee uit zijn carrière geworden. Wednesday verloor dat decennium nog twee finales, bij één daarvan was King betrokken. In april 1993 versloeg Arsenal de club met 2–1 in de strijd om de League Cup. Bovendien werd men een maand later door datzelfde Arsenal verslagen om de FA Cup. King speelde alleen de finale van de League Cup, waarin hij na 83 minuten werd vervangen door Graham Hyde.

### Aston Villa
King verliet Wednesday in 1994 en zette zijn loopbaan verder bij een andere Premier League-club, Aston Villa. Wegens de concurrentie van linksback Steve Staunton, maar door Kings polyvalentie ook die van de Ierse voorstopper Paul McGrath en anderen zoals Shaun Teale en Ugo Ehiogu, kwam King amper aan spelen toe. King beleefde toch een gloriemoment in de UEFA Cup 1994/95 toen hij Villa via een strafschoppenserie naar de tweede ronde trapte tegen de Italiaanse topclub Internazionale.

### Terugkeer naar Swindon Town
King keerde in 1997 terug bij Swindon, maar ook daar liep het voor King niet van een leien dakje in vergelijking met zijn eerste periode. Hij speelde zes wedstrijden van 1997 tot 1999. King kreeg ruzie met zijn Swindon-coach, Steve McMahon. Na 1999 speelde hij voor Blackpool, Brighton, Kidderminster en Bath City. In 2001 stopte King ermee.

## Erelijst
| Competitie          |                     |                     |
| Competitie          | Aantal              | Jaren               |
| Sheffield Wednesday | Sheffield Wednesday | Sheffield Wednesday |
| ------------------- | ------------------- | ------------------- |
| League Cup          | 1×                  | 1990/91             |